# فرناندو فيرداسكو
فرناندو فيرداسكو (بالإسبانية: Fernando Verdasco)‏ مواليد 15 نوفمبر 1983 في مدريد، إسبانيا. هو لاعب كرة مضرب إسباني مُحترف. وصل لأعلى تَصنيف عالمي له رقم.7 (أبريل 2009).

## روابط خارجية
- فرناندو فيرداسكو على موقع IMDb (الإنجليزية)
- فرناندو فيرداسكو على موقع رابطة محترفي التنس (الإنجليزية)
- فرناندو فيرداسكو على موقع الاتحاد الدولي لكرة المضرب (الإنجليزية)
- فرناندو فيرداسكو على موقع كأس ديفيز (الإنجليزية)
- فرناندو فيرداسكو على موقع خلاصة التنس.كوم (الإنجليزية)
- فرناندو فيرداسكو على موقع إي إس بي إن.كوم (الإنجليزية)
- فرناندو فيرداسكو على موقع اللجنة الأولمبية الدولية (الإنجليزية)
- فرناندو فيرداسكو على موقع أوليمبيديا (الإنجليزية)
- فرناندو فيرداسكو على موقع AS.com (الإسبانية)